# 일리야 식신
일리야 발레리예비치 식신(러시아어: Илья Валерьевич Шикшин, 1990년 5월 7일 ~ )은 러시아 출신의 바둑 기사이다.